# Cisitalia

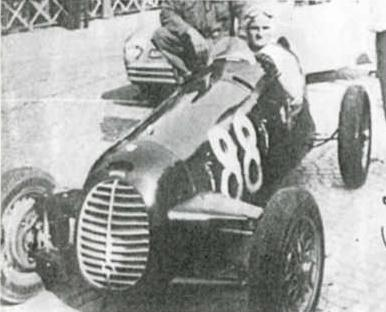
Ilario Bandini i en Cisitalia D46

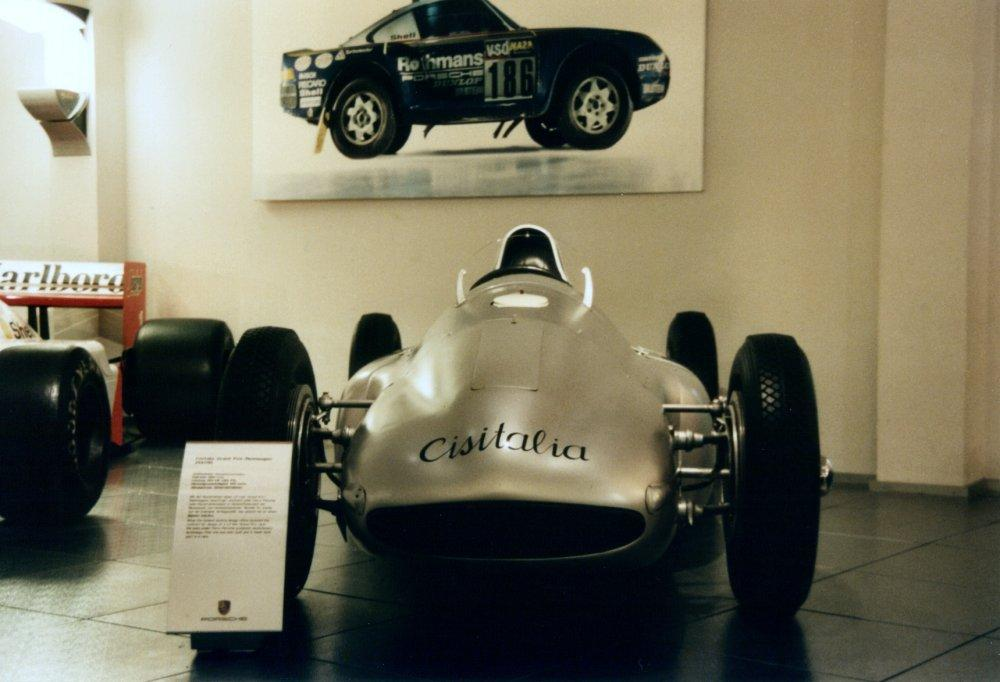
Porsche 360 Cisitalia

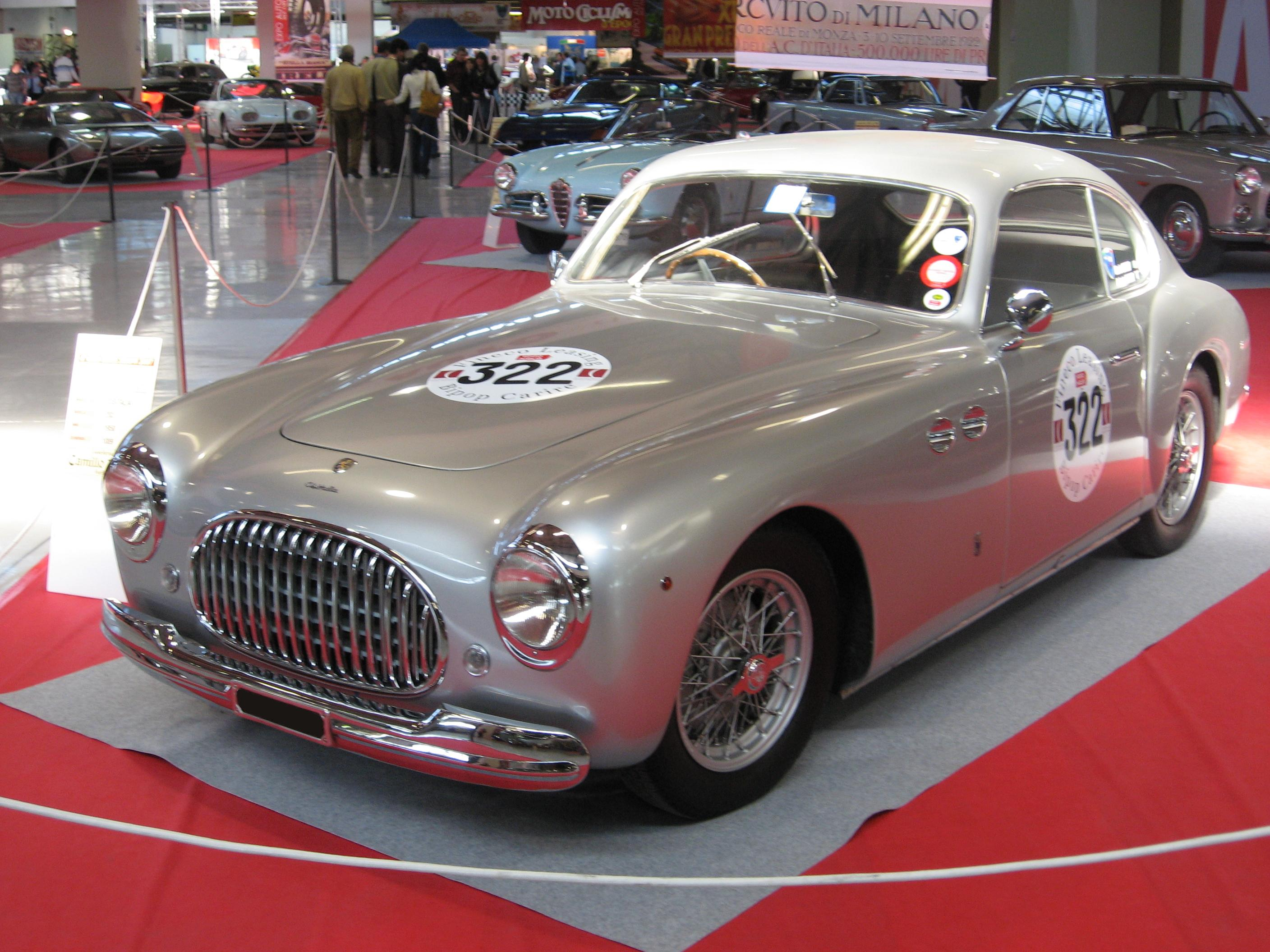
Cisitalia 202

Cisitalia SpA, av Consorzio Industriale Sportive Italia, var ett italienskt industrikonglomerat och racingföretag som tillverkade bilar mellan 1946 och 1965. 

## Historik
Piero Dusio var en framgångsrik amatörförare som startade Cisitalia under andra världskriget med avsikt att starta produktionen av en formelbil så snart kriget tagit slut. Dusio gav Dante Giacosa uppdraget att konstruera en tävlingsbil, Cisitalia D46, baserad på Fiat Balilla 1100.
Cisitalias formelbil utgjorde även grunden för en sportbil, Cisitalia 202, som presenterades 1947. Bilens kaross byggdes av Pininfarina och ansågs så lyckad att den hamnade på Museum of Modern Art i New York som exempel på bildesign. Bilen är fortfarande en del av museets permanenta utställningar.
Cisitalia D46 blev mycket framgångsrik i voiturette-klassen och sporrade Dusio att satsa på en bil för Grand prix-racing. Den här gången vände han sig till Porsche för att ta fram en konkurrenskraftig bil. Porsche 360 Cisitalia konstruerades av Ferry Porsche och pengarna från uppdraget användes för att lösa ut fadern Ferdinand Porsche ur franskt fängelse. Den avancerade grand prix-bilen, som hade premiär på motorsalongen i Turin 1949, hade fyrhjulsdrift och mittmotor, men utvecklingen blev alltför kostsam för Cisitalia, som hamnade i akut ekonomisk kris. Finansieringen löstes av Argentinas president Juan Perón, som dock krävde att den vidare utvecklingen av bilen flyttades till andra sidan Atlanten. Dusio flyttade med bilen till Argentina och startade företaget Autoar, men där rann hela projektet ut i sanden.
1952 var Dusio tillbaka i Italien igen, men några fler tävlingsbilar byggdes inte av Cisitalia. Under resten av 1950-talet byggde företaget små serier av sportbilar, baserade på olika Fiat-modeller. Cisitalias sista bilar baserades på Fiat 600.

## F1-säsonger
Sedan Dusio kommit tillbaka till Italien efter äventyret med Autoar, försökte han kvalificera sig till formel 1-loppet i Italien 1952 med en gammal Cisitalia D46, utan framgång.
| Säsong | Tävlingsnamn | Bil           | Motor | Poäng | Förare 1    |
| ------ | ------------ | ------------- | ----- | ----- | ----------- |
| 1952   | Cisitalia    | Cisitalia D46 | BPM   | 0     | Piero Dusio |